# Альхассан Юсуф
Альхассан Юсуф Абдуллахі (нід. Alhassan Yusuf Abdullahi, нар. 18 липня 2000, Кано, Нігерія) — нігерійський футболіст, півзахисник клубу МЛС «Нью-Інгленд Революшн» і збірної Нігерії.

## Ігрова кар'єра
Альхассан Юсуф починав займатися футболом на батьківщині в Нігерії у клубі «Хартс» з міста Абуджа. У 2018 році футболіст перебрався до Європи, де приєднався до шведського клубу «Гетеборг». Першу гру в чемпіонаті Швеції футболіст провів 22 жовтня. За чотири роки в Швеції, Юсуф разом з «Гетеборгом» виграв Кубок Швеції.
Влітку 2021 року як вільний агент Юсуф перейшов до бельгійського «Антверпена». З яким підписав контракт на чотири роки. В Бельгії футболіст став чемпіоном та виграв національний Кубок.

## Статистика виступів

### Статистика виступів за збірну
Станом на 18 листопада 2024 року
| Дата       | Місто    | Господарі   | Результат               | Гості                | Турнір                                      | Голи | Примітки |
| ---------- | -------- | ----------- | ----------------------- | -------------------- | ------------------------------------------- | ---- | -------- |
| 8-1-2024   | Абу-Дабі | Гвінея      | 2 – 0                   | Нігерія              | товариський матч                            | -    | 83'      |
| 14-1-2024  | Абіджан  | Нігерія     | 1 – 1                   | Екваторіальна Гвінея | Кубок африканських націй 2023               | -    | 69'      |
| 2-2-2024   | Абіджан  | Нігерія     | 1 – 0                   | Ангола               | Кубок африканських націй 2023 - чвертьфінал | -    | 80'      |
| 7-2-2024   | Буаке    | Нігерія     | 1 – 1 д.ч. (4 – 2 п.п.) | ПАР                  | Кубок африканських націй 2023 - півфінал    | -    | 63'      |
| 11-2-2024  | Абіджан  | Кот-д'Івуар | 2 – 1                   | Нігерія              | Кубок африканських націй 2023 - фінал       | -    | 79'      |
| 7-6-2024   | Уйо      | Нігерія     | 1 – 1                   | ПАР                  | Відбір до ЧС 2026                           | -    | 61'      |
| 10-6-2024  | Абіджан  | Бенін       | 2 – 1                   | Нігерія              | Відбір до ЧС 2026                           | -    | 79'      |
| 18-11-2024 | Уйо      | Нігерія     | 1 – 2                   | Руанда               | Відбір до Кубка африканських націй 2025     | -    | 46'      |
| Усього     |          | Матчів      | 8                       |                      | Голів                                       | 0    |          |

## Досягнення
«Гетеборг»
- Володар Кубка Швеції: 2019/20

«Антверпен»
- Чемпіон Бельгії: 2022/23
- Володар Кубка Бельгії: 2022/23
- Володар Суперкубка Бельгії: 2023

Особисті досягнення
- Прорив року Аллсвенскан: 2019[5]